# روري أوكونور
روري أوكونور (بالإنجليزية: Rory O'Connor)‏ هو سياسي أيرلندي، ولد في 28 نوفمبر 1883 في جمهورية أيرلندا، وتوفي في 8 ديسمبر 1922.